# Paches
Paches es un género de mariposas de la familia Hesperiidae.

## Descripción
Especie tipo por designación original Pythonides loxus Westwood, 1852.

## Diversidad
Existen 6 especies reconocidas en el género, todas ellas tienen distribución neotropical.

## Plantas hospederas
Las especies del género Paches se alimentan de plantas de la familia Malvaceae. Las plantas hospederas reportadas incluyen los géneros Byttneria.